# Quercus engelmannii

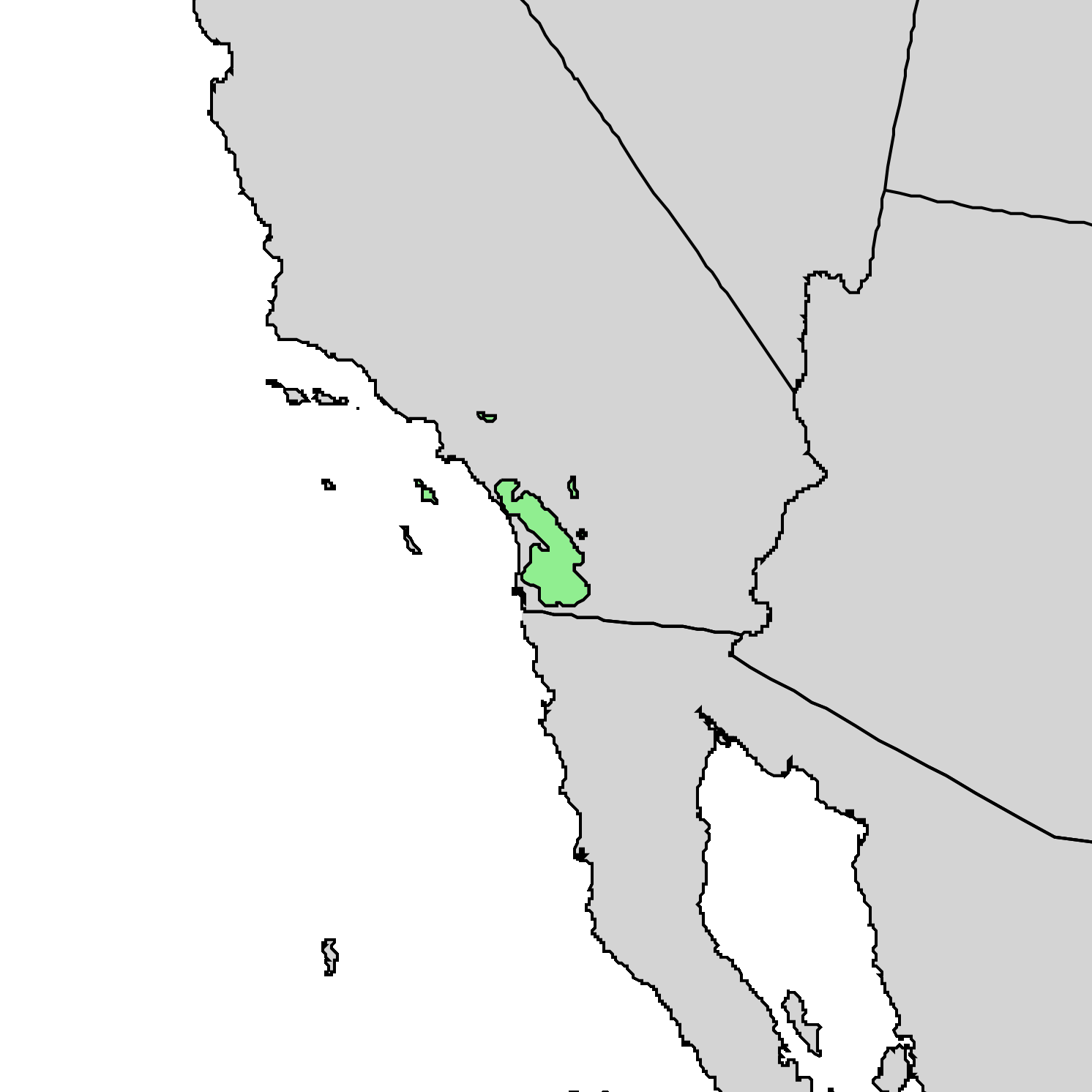
Natürliches Verbreitungsgebiet von Quercus engelmannii

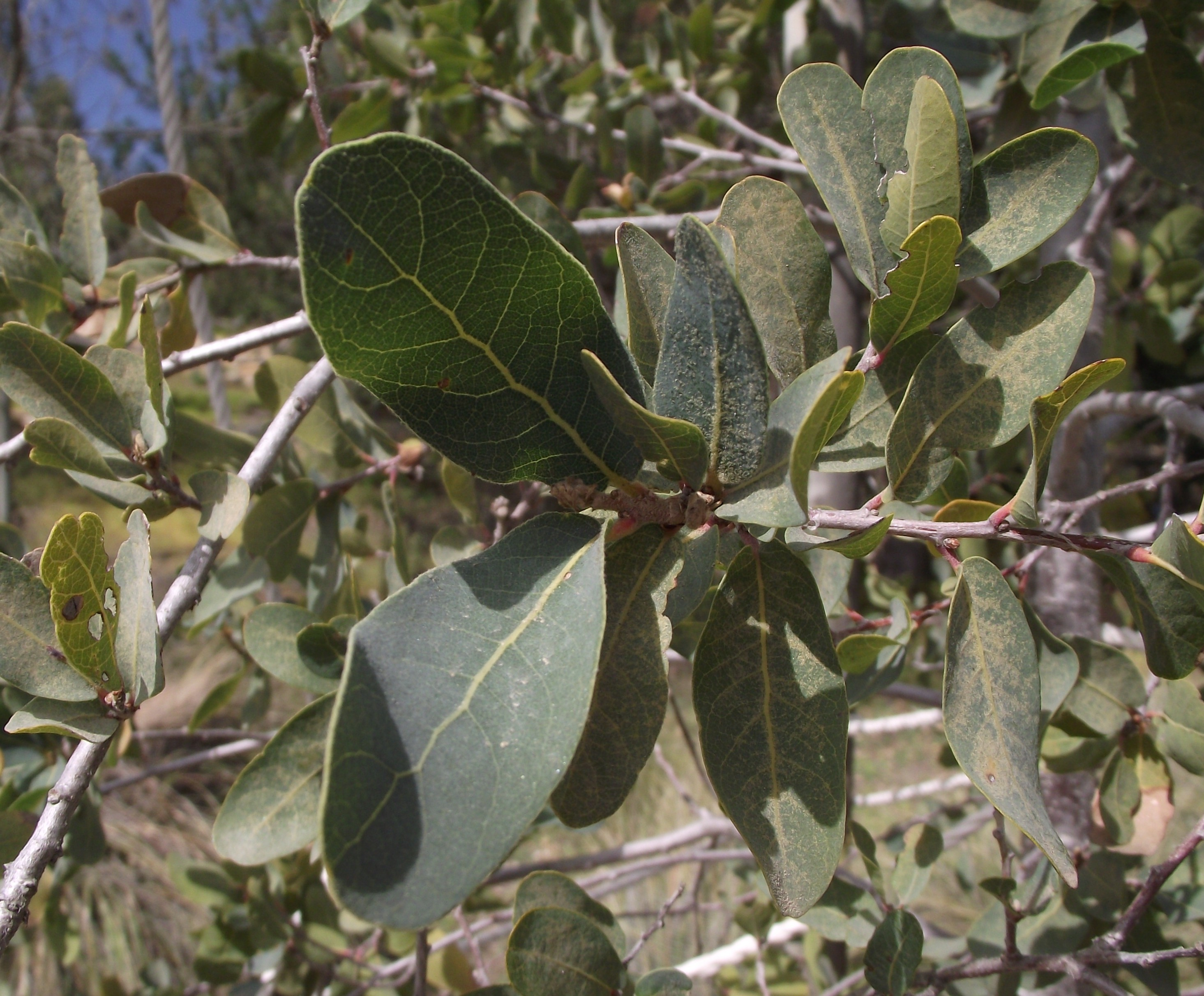
Blätter von Quercus engelmannii

Quercus engelmannii (englisch Engelmann oak, Pasadena oak), ist eine Pflanzenart aus der Familie der Buchengewächse. Sie ist im südlichen Kalifornien und im Nordwesten des mexikanischen Bundesstaates Baja California beheimatet. Von der IUCN wird die Art als gefährdet („endangered“) eingestuft.

## Beschreibung
Quercus engelmannii ist ein kleiner, trockenheits- und feuerresistenter Baum von bis zu 15 Metern, selten bis über 20 Metern Höhe mit einer elliptischen Krone. Normalerweise ist die Art immergrün, kann jedoch ihr Laub im Sommer auch trockenheitsbedingt abwerfen. Der Stammdurchmesser erreicht bis zu 70 Zentimeter. Die Rinde ist dick, rissig bis schuppig und gräulich bis graubraun.
Die wechselständigen und kurz gestielten Laubblätter sind dickledrig und steif. Sie sind fast kahl bis schwach behaart, verkehrt-eiförmig bis länglich 3–7 Zentimeter lang und 1–2,5 Zentimeter breit, blaugrün gefärbt, rundspitzig bis spitz oder stumpf bis abgerundet und flach oder wellig sowie ganzrandig oder gezähnt bis gesägt. Die Basis ist leicht herzförmig oder spitz bis abgerundet.
Die Blüten sitzen in Kätzchen. Die Frucht ist eine 1,5–2,5 Zentimeter lange Eichel, die innerhalb von 6–8 Monaten nach der Bestäubung reift.
Das Holz ist dunkelbraun und fest, neigt jedoch beim Trocknen zum Krümmen und Reißen, was es als Bauholz ungeeignet macht.

## Verbreitung
Die Art ist von den Ausläufern der San Gabriel Mountains im östlichen Los Angeles County über die Santa Ana Mountains im Orange County und die westlichen Ausläufer und Mesas der Peninsular Ranges in den Countys Riverside und San Diego bis in die Sierra de Juárez und die Sierra San Pedro Mártir im nördlichen Baja California verbreitet. Man findet sie normalerweise in Savannen und Waldgebieten oberhalb der trockenen Küstenebene, jedoch nicht höher als 1.300 Meter über dem Meeresspiegel, wo kalte Winter ihr Vorkommen verhindern. Quercus engelmannii hat ein kleineres Verbreitungsgebiet als die meisten kalifornischen Eichen und die Zersiedelung im San Gabriel Valley hat im Großteil des nördlichen Verbreitungsgebietes bereits zu ihrem Verschwinden geführt. Die größten verbliebenen Bestände der Eiche gibt es auf dem Santa Rosa Plateau im Santa-Ana-Gebirge nahe Murrieta im Riverside County und auf dem Black Mountain im San Diego County mahe Ramona.
Fossile Nachweise zeigen, dass Q. engelmannii einst ein weiteres Verbreitungsgebiet hatte, welches sich durch die heutige Mojave-Wüste und die Sonora-Wüste bis ins östliche Kalifornien und nach Arizona erstreckte. Q. engelmannii ist am nächsten mit der Arizona-Eiche (Q. arizonica) und Quercus oblongifolia verwandt, die in den subtropischen Madrean Pine-Oak Woodlands von Arizona und Nord-Mexiko zu Hause sind. Q. engelmannii wird für die am weitesten im Norden vorkommende Art subtropischer Eichen gehalten, welche von ihren nächsten Verwandten durch die Trockenheit in den Wüsten des Südwestens der USA isoliert ist.

## Systematik
Quercus engelmannii gehört zur Sektion Quercus („Weiß-Eichen“).